# Ernest G. Reuter
Ernest G. Reuter (eigentlich Ernst Gotthard Reuter; * 28. Oktober 1933 in Drebach) ist ein deutscher Grafiker.

## Leben und Werk

### Jugend und Ausbildung
Ernest Reuter ist der Sohn eines erzgebirgischen Bergmanns. Seine Urgroßmutter Amalie Pauline Stülpner war eine Nachkommin des im Erzgebirge legendären Karl Stülpner. Reuter besuchte ab 1940 Volksschulen in Venusberg, Drebach, Waldkirchen und Kiel, wohin die Familie 1941 gezogen war, nachdem der Vater zur Hafenpolizei eingezogen worden war. Schon in der Schule fiel Reuters Talent zum Zeichnen auf. Nachdem bei den Luftangriffen auf Kiel am 4. September 1944 ihr gesamter Besitz vernichtet worden war, kehrte die Familie nach Waldkirchen zurück. Dort beendet Reuter 1948 die Schule und wurde konfirmiert. 
Danach absolvierte er bis 1951 in Grünhainichen eine Lehre als Spielzeugmaler bei Wendt & Kühn. Seine wichtigste Lehrerin war Margarete Wendt. Nachdem er 1951 den Gesellenbrief bekommen hatte, lud ihn sein Großvater Ernest F. Hauck, ein US-amerikanischer Farmer, ein, zu ihm nach Newton-Falls überzusiedeln. Reuter entschied sich aber, in der DDR ein Kunststudium zu machen und studierte ab 1951 Grafik an der Leipziger Fachschule für angewandte Kunst. Er schloss 1954 als Staatlich geprüfter Werbegrafiker ab. Dieser Abschluss wurde nach der deutschen Wiedervereinigung 1994 als Diplom-Designer (FH) anerkannt. Auf Grund seiner guten Leistungen wurde Reuter zum Studium an der Hochschule für Grafik und Buchkunst Leipzig vorgeschlagen. Dort studierte er bis 1959. Seine wichtigsten Lehrer waren Elisabeth Voigt, Werner Tübke, Wolfgang Mattheuer und Bernhard Heisig. Für das Diplom schuf Reuter einen Zyklus von fünf Lithografien zum Thema Studenten im Braunkohleeinsatz, in dem er seine Erfahrungen während eines Arbeitseinsatzes im Braunkohlenwerk Profen, einem Patenbetrieb der Hochschule, verarbeitete. Diese Arbeiten wurden im gleichen Jahr von der Deutschen Akademie der Künste angekauft.
1950 trat Reuter in die FDJ und 1953 in die SED ein. Er war u. a. Mitglied der Studentenkommission beim Zentralrat der FDJ und gehörte später den Kampfgruppen der Arbeiterklasse an. Dabei war er am 13. August 1961 am Brandenburger Tor im Einsatz, wozu er 1962 u. a. die Radierung 13. August 1961 am Brandenburger Tor fertigte.

### Berufliche Karriere
Von 1959 bis 1961 arbeitete Reuter mit einem Fördervertrag als Grafiker für Buchgestaltung im Aufbau Verlag Berlin. Danach war er freischaffend in Berlin als Gebrauchsgrafiker, freier Grafiker und Zeichner tätig. Seine eigentliche Heimat blieb das Erzgebirge. 1960 wurde Reuter in den Verband Bildender Künstler der DDR (VBK) aufgenommen, dem er bis 1990 angehörte. Er hatte eine Bekanntschaft mit Fritz Cremer, der ihm ermöglichte, seine Lithographien in der Druck-Werkstatt der Akademie der Künste zu drucken. Ab 1980 hatte er eine eigenen Lithographie-Werkstatt in Berlin-Prenzlauer Berg.
Neben seiner künstlerischen Arbeit leitete Reuter von 1963 bis 1980 das Studio für Graphik und Malerei im Gaswerk Berlin-Prenzlauer Berg. Reuter erhielt Aufträge von öffentlichen Stellen, so 1963 vom Zentralrat der FDJ für die grafische Folge Lesende und lernende Jugend. 1980 porträtiere er für den Rat des Stadtbezirks Prenzlauer Berg „verdiente Antifaschisten“, darunter den jüdischen KZ-Häftling Hans Spicker, der Nebenkläger im 1. Frankfurter Auschwitz-Prozess war.
Reuter fertigte für Berliner Verlage Buch- und Heftillustrationen, vor allem für die Reihe Das neue Abenteuer des Verlags Junge Welt, die Bb-Reihe des Aufbau Verlags und für den Deutschen Militärverlag. Von 1969 bis 1971 arbeitete er im Kollektiv von José Renau an monumentalen Wandbildern in Halle/Saale. Von 1974 bis 1985 entwarf er für die Staatliche Münze Berlin Medaillen.
Nach der deutschen Wiedervereinigung betrieb Reuter in der Danziger Straße 145 als Werkstatt und Galerie das Atelier 145. Von 1993 bis 2000 arbeitete er als Dozent an einer Berliner Volkshochschule; außerdem gab er Privatunterricht. 1993 trat er dem Berufsverband Bildender Künstler Berlin (BBK) bei. Ab 1994 war er als Mitbegründer Galerist der Galerie Telecafé Berlin im Berliner Fernsehturm. 2001 leitete Reuter die 1. Sommerakademie im Kultur- und Freizeitzentrum Marienberg.
Bilder Reuters befinden sich in privaten und öffentlichen Sammlungen im In- und Ausland.
Reuter heiratete 1958 die Pädagogin Ingrid geb. Braßat, das Paar hat zwei Kinder, Ernst (* 1959) und Ramona (* 1964).

## In der DDR geschaffene Werke (Auswahl)
- Feierabend (1959, Lithografie, 31 × 42,5 cm; auf der Fünften Deutsche Kunstausstellung)[7]
- Diskussion während der Arbeitspause (1959, Lithografie; auf der Fünften Deutsche Kunstausstellung)[8]
- Bildnis eines Gaswerkers (1966, Lithografie und Tusche. 33 × 22 cm)[9]

## Ausstellungen (Auswahl)
Gruppenausstellungen in der DDR
- 1962: Berlin, Pavillon der Kunst („Berliner Kunstschaffen“)
- 1962/1963: Dresden, Fünfte Deutsche Kunstausstellung
- 1965: Berlin, Neue Berliner Galerie im Marstall („Berlin heute“)
- 1965: Prag, Altstädter Rathaus (Ausstellung des VBK)
- 1970: Berlin, Altes Museum („Auferstanden aus Ruinen. Druckgraphik und Zeichnungen 1945–1970“)
- 1971: Warschau, Haus des Warschauer Künstlerverbands (Berliner Kulturtage)
- 1975, 1981 und 1983: Berlin, Bezirkskunstausstellung
- 1981: Dresden, Ausstellungszentrum am Fučík-Platz („25 Jahre NVA“)
- 1986/1987: Suhl („Das sicher sei, was uns lieb ist“. Ausstellung zum 40. Jahrestag der Gründung der Grenztruppen der DDR)
- 1987: Berlin, Ephraim-Palais („Das Bild der Stadt Berlin von 1945 bis zur Gegenwart“)

Einzelausstellungen seit 1994
- 1994: Berlin, Zweigstelle der Dresdner Bank im Rathaus Zehlendorf
- 1994: Berlin, Galerie Telecafé im Fernsehturm
- 1998: Zschopau, Kreissparkasse[10]
- 2001: Marienberg, Kultur- und Freizeitzentrum
- 2001: Berlin-Pankow, Galerie Integrata
- 2010: Drebach, Burg Scharfenstein („Retrospective II“)